# Freeware
Freeware er proprietær software, der kan benyttes lovligt uden betaling. Freeware er ikke det samme som fri software, hvor kildekoden er åben og under visse betingelser kan videredistribueres og ændres.
Megen kendt software, specielt med forbindelse til internettet, er freeware, f.eks. Adobe Reader. 
En slags underkategori af freeware er adware, hvor softwaren er gratis at benytte, men indeholder reklamer.
Andre, mere eksotiske varianter findes også, f.eks. postcardware, hvor brugeren skal sende et postkort fra sin hjemegn/hjemby til skaberen af den pågældende software.
Ofte kan man donere penge eller udstyr til mennesker som laver freeware, men det er i sagens natur valgfrit.